# Cantalupo Ligure
Cantalupo Ligure é uma comuna italiana da região do Piemonte, província de Alexandria, com cerca de 554 habitantes. Estende-se por uma área de 24 km², tendo uma densidade populacional de 23 hab/km². Faz fronteira com Albera Ligure, Borghetto di Borbera, Dernice, Montacuto, Roccaforte Ligure, Rocchetta Ligure.

## Demografia
| Variação demográfica do município entre 1861 e 2011                               |
|                                                                                   |
| Fonte: Istituto Nazionale di Statistica (ISTAT) - Elaboração gráfica da Wikipedia |